# Édouard Redont
Édouard Redont (n. 13 februarie 1862, Champigny, Marne - d. 7 martie 1942, Reims) a fost un arhitect peisagist francez.

## Biografie
Jules Édouard Redont a realizat parcul Bibescu, în prezent Parcul Nicolae Romanescu din Craiova. În 1900, planurile parcului au fost medaliate cu aur la Expoziția Universală de la Paris (1900). Construcția a început în 1901 și a fost finalizată în 1903. Suprafața totală a parcului este de 9,6 de hectare și cuprinde, pe lângă plantațiile ornamentale de arbori și arbuști, o întindere de apă de peste 4 ha, un hipodrom de 20 ha, drumuri, alei și poteci care însumează peste 35 km lungime. Ca mărime, acesta este considerat al treilea parc urban din Europa.
Între anii 1900 - 1906, după planurile arhitectului peisagist Édouard Redont a fost amenajat Parcul Carol I din București. Parcul a fost inaugurat în 1906 pentru a sărbători 40 de ani de domnie a regelui Carol I. Comisarul general al organizării parcului a fost omul de știință Constantin I. Istrati (1850 - 1918), profesor universitar și academician.
A proiectat și Pădurea Trivale din Pitești.
Édouard Redont a realizat parcuri și grădini și în Germania, Elveția, Italia și Rusia.
În Franța, la Reims, în 1909 a început amenajarea parc de Champagne și apoi a lucrat la reconstrucția sa, după Primul Război Mondial. A lucrat pentru personalități franceze, cum ar fi familiile Pommery, Werlé, Plé-Piper, Ruinart-de-Brimont, precum și pentru ducesa d'Uzès.
După decesul soției sale, Lucie Bel, Édouard Redont s-a căsătorit cu Marie Victorine Rukly.
În 1911, împreună cu Henri Prost, a fondat Societatea franceză a urbaniștilor (Société française des urbanistes), din care au făcut parte Donat Alfred Agache, Jacques Marcel Auburtin, André Bérard, Eugène Hénard, Léon Jaussely, A. Parenty și inginerul Jean Claude Nicolas Forestier.
În 1915, Donat Alfred Agache, împreună cu Jacques Marcel Auburtin, arhitect al guvernului, și Édouard Redont au publicat lucrarea „cum să reconstruim orașele noastre distruse” (Comment reconstruire nos cités détruites), spre uzul comisiei parlamentare a departamentelor invadate. Scopul lucrării era punerea la dispoziția primarilor, deputaților și altor decidenți, principiile și metodele de amenajare.
În iulie 1916, a semnat un proiect de amenajare a Malâte din Besançon, proiect conservat în fondul Maurice Boutterin.
A fost înmormântat în cimitirul de vest din Reims.
Casa de cultură de pe șoseaua Bocquaine (Reims) este construită pe proprietatea sa, în grădina casei fiind amenajat un arboretum.